# 上田秀人
上田 秀人（うえだ ひでと、1959年4月9日 - 2025年3月27日）は、日本の小説家。大阪府出身。2013年までは、歯科医を本業とする兼業作家であった。

## 経歴
大阪府八尾市に生まれる。大阪明星学園高校卒業後、大阪歯科大学卒業後、歯科医院を開業。
一念発起し、山村正夫が主催していた小説講座に入門し、小説の書き方を学ぶ。1997年（平成9年）、「身代わり吉右衛門」が第20回小説CLUB新人賞佳作に入選。2001年に刊行した『竜門の衛』で、本格的に小説家としてデビューする。
2009年（平成21年）、宝島社出版の「この文庫書き下ろし時代小説がすごい!　時代小説愛好会が選ぶベストシリーズ20」で「奥右筆秘帳シリーズ」が第1位に選ばれる。
2010年（平成22年）、『孤闘 立花宗茂』で第16回中山義秀文学賞を受賞。
2013年（平成25年）より歯科医院を休業し、作家業に専念している。
2014年（平成26年）、『奥右筆秘帳』シリーズで第3回歴史時代作家クラブ賞のシリーズ賞を受賞。
2022年（令和4年）、『百万石の留守居役』シリーズで第7回吉川英治文庫賞を受賞。
2025年3月27日、病気のため死去した。65歳没。
200冊以上を刊行した。

## 作品リスト

### シリーズもの

#### 完結
- 三田村元八郎シリーズ（徳間文庫）
  - 竜門の衛 （2001年4月）
  - 孤狼剣 （2002年3月）
  - 無影剣 （2002年12月）
  - 波濤剣 （2003年10月）
  - 風雅剣 （2004年10月）
  - 蜻蛉剣 （2005年10月）
- 織江緋之介見参シリーズ（徳間文庫）
  - 悲恋の太刀 （2004年6月 / 新装版 2015年8月）
  - 不忘（わすれじ）の太刀 （2005年6月 / 新装版 2015年9月）
  - 孤影の太刀 （2006年6月 / 新装版 2016年1月）
  - 散華の太刀 （2006年10月 / 新装版 2016年2月）
  - 果断の太刀 （2007年5月 / 新装版 2016年3月）
  - 震撼の太刀 （2008年4月 / 新装版 2016年5月）
  - 終焉の太刀 （2009年4月 / 新装版 2016年7月）
- 勘定吟味役異聞シリーズ（光文社文庫）
  - 破斬 （2005年8月）
  - 熾火 （2006年4月）
  - 秋霜の撃 （2006年8月）
  - 相剋の渦 （2007年1月）
  - 地の業火 （2007年7月）
  - 暁光の断 （2008年1月）
  - 遺恨の譜 （2008年7月）
  - 流転の果て （2009年1月）

同シリーズはかどたひろしにより『勘定吟味役異聞』として漫画化されている（『コミック乱ツインズ』連載）
- 奥右筆秘帳シリーズ（講談社文庫）
  - 密封 （2007年9月）
  - 国禁 （2008年5月）
  - 侵蝕 （2008年12月）
  - 継承 （2009年6月）
  - 簒奪 （2009年12月）
  - 秘闘 （2010年6月）
  - 隠密 （2010年12月）
  - 刃傷 （2011年6月）
  - 召抱 （2011年12月）
  - 墨痕 （2012年6月）
  - 天下 （2012年12月）
  - 決戦 （2013年6月）
  - 前夜 奥右筆外伝 （2016年4月）
- 闕所物奉行 裏帳合シリーズ （中公文庫）
  - 御免状始末 （2009年11月 / 新装版 2017年8月）
  - 蛮社始末 （2010年5月 / 新装版 2017年10月）
  - 赤猫始末 （2010年8月 / 新装版 2017年11月）
  - 旗本始末 （2011年2月 / 新装版 2017年12月）
  - 娘始末 （2011年8月 / 新装版 2018年1月）
  - 奉行始末 （2012年2月 / 新装版 2018年3月）
- お髷番承り候シリーズ （徳間文庫）
  - 潜謀の影 （2010年10月）
  - 奸闘の緒 （2011年4月）
  - 血族の澱 （2011年10月）
  - 傾国の策 （2012年4月）
  - 寵臣の真 （2012年10月）
  - 鳴動の徴 （2013年4月）
  - 流動の渦 （2013年10月）
  - 騒擾の発 （2014年4月）
  - 登竜の標 （2014年10月）
  - 君臣の想 （2015年4月）
- 御広敷用人 大奥記録シリーズ（光文社文庫）
  - 女の陥穽 （2012年5月）
  - 化粧の裏 （2012年7月）
  - 小袖の陰 （2013年1月）
  - 鏡の欠片 （2013年7月）
  - 血の扇   （2014年1月）
  - 茶会の乱 （2014年7月）
  - 操の護り （2015年1月）
  - 柳眉の角 （2015年7月）
  - 典雅の闇 （2016年1月）
  - 情愛の奸 （2016年7月）
  - 呪詛の文 （2016年12月）
  - 覚悟の紅 （2017年7月）
- 表御番医師診療禄シリーズ （角川文庫）
  - 切開 （2013年2月）
  - 縫合 （2013年8月）
  - 解毒 （2014年2月）
  - 悪血 （2014年8月）
  - 摘出 （2015年2月）
  - 往診 （2015年8月）
  - 研鑽 （2016年2月）
  - 乱用 （2016年8月）
  - 秘薬 （2017年2月）
  - 宿痾 （2017年8月）
  - 埋伏 （2018年2月）
  - 根源 （2018年8月）
  - 不治 （2019年2月）
- 町奉行内与力奮闘記シリーズ（幻冬舎文庫）
  - 立身の陰 （2015年9月）
  - 他人の懐 （2016年3月）
  - 権益の侵 （2016年9月）
  - 連環の罠 （2017年3月）
  - 宣戦の烽 （2017年9月）
  - 雌雄の決 （2018年3月）
  - 外患の兆 （2018年9月）
  - 詭計の理 （2019年3月）
  - 破綻の音 （2019年9月）

#### 未完結
- 目付鷹垣隼人正裏録シリーズ（光文社文庫）
  - 神君の遺品 （2009年7月）
  - 錯綜の系譜 （2010年2月）
- 斬馬衆お止め記シリーズ（徳間文庫）
  - 御盾 （2009年10月 / 新装版 2018年2月）
  - 破矛 （2010年04月 / 新装版 2018年2月）
- 妾屋昼兵衛女帳面シリーズ （幻冬舎時代小説文庫）
  - 側室顛末 （2011年9月）
  - 拝領品次第 （2013年3月）
  - 旦那背信 （2012年9月）
  - 女城暗闘 （2013年3月）
  - 寵妃裏表 （2013年9月）
  - 遊郭狂奔 （2014年3月）
  - 色里攻防 （2014年9月）
  - 閨之陰謀 （2015年3月）
- 百万石の留守居役シリーズ（講談社文庫） 
  - 波乱 （2013年11月）
  - 思惑 （2013年12月）
  - 新参 （2014年6月）
  - 遺臣 （2014年12月）
  - 密約 （2015年6月）
  - 使者 （2015年12月）
  - 貸借 （2016年6月）
  - 参勤 （2016年12月）
  - 因果 （2017年6月）
  - 忖度 （2017年12月）
  - 騒動 （2018年6月）
  - 分断 （2018年12月）
  - 舌戦 （2019年6月）
- 禁裏付雅帳シリーズ（徳間文庫）
  - 政争 （2015年10月）
  - 戸惑 （2016年4月）
  - 崩落 （2016年10月）
  - 策謀 （2017年4月）
  - 混乱 （2017年10月）
  - 相嵌 （2018年4月）
  - 仕掛 （2018年10月）
  - 混沌 （2019年4月）
  - 続揺 （2019年10月）
- 日雇い浪人生活録シリーズ（ハルキ文庫）
  - 金の価値 （2016年5月）
  - 金の諍い （2016年11月）
  - 金の策謀 （2017年5月）
  - 金の権能 （2017年11月）
  - 金の邀撃 （2018年5月）
  - 金の裏表 （2018年11月）
  - 金の記憶 （2019年5月）
  - 金の悪夢 （2019年11月）
  - 金の色彩 （2020年5月）
  - 金の美醜 （2020年11月）
- 辻番奮闘記シリーズ（集英社文庫）
  - 危急 （2017年3月）
  - 御成 （2018年10月）
- 裏用心棒譚シリーズ （徳間書店）
  - 茜の茶碗 （2017年3月）
  - 流葉断の太刀 （2019年9月）
- 聡四郎巡検譚シリーズ （光文社文庫）
  - 旅発 （2018年1月）
  - 検断 （2018年7月）
  - 動揺 （2019年1月）
  - 抗争 （2019年7月）
- 高家表裏譚シリーズ （角川文庫）
  - 跡継 （2020年3月）
  - 密使 （2020年9月）
  - 結盟 （2021年3月）
  - 謁見 （2021年9月）
  - 京乱 （2022年3月）
  - 陰戦 （2022年11月）

### その他
- 幻影の天守閣 （光文社文庫）
  - 幻影の天守閣 （2004年12月）
  - 夢幻の天守閣 （2015年12月）
- 黒田官兵衛シリーズ（徳間文庫・前後編）
  - 月の武将 黒田官兵衛 （2007年10月）
  - 鏡の武将 黒田官兵衛 （2008年10月）
- 孤闘 立花宗茂 （中央公論新社 2009年5月 / 中公文庫 2012年11月）
- 天守信長 我こそ天下なり （講談社 2010年8月）
  - 天守信長 (表) 我こそ天下なり （講談社文庫 2013年8月）
  - 天守信長 (裏) 天を望むなかれ （講談社文庫 2013年8月）
- 家康の遺策 関東郡代記録に止めず （幻冬舎文庫 2011年2月）
- 軍師の挑戦 上田秀人初期作品集 （講談社文庫 2012年4月）
- 日輪にあらず 軍師黒田官兵衛 （徳間書店 2012年9月 / 徳間文庫 2013年11月）
- 梟の系譜 宇喜多四代 （講談社 2012年11月 / 講談社文庫 2015年11月）
- 鳳雛の夢 （光文社 2014年11月）
  - 鳳雛の夢 (上) 独の章（光文社文庫 2017年11月）
  - 鳳雛の夢 (中) 眼の章（光文社文庫 2017年11月）
  - 鳳雛の夢 (下) 龍の章（光文社文庫 2017年11月）
- 峠道 鷹の見た風景 （徳間書店 2014年3月 / 徳間文庫 2017年2月）
- 大奥騒乱 伊賀者同心手控え （徳間書店 2011年9月 / 徳間文庫 2014年11月）
- 傀儡に非ず （徳間書店 2016年3月 / 徳間文庫 2019年3月）
- 武士の職分 江戸役人物語 （角川文庫 2016年10月）
- 竜は動かず 奥羽越列藩同盟顛末・上 万里波濤編 （講談社 2016年12月 / 講談社文庫 2019年5月）
- 竜は動かず 奥羽越列藩同盟顛末・下 帰郷奔走編 （講談社 2016年12月 / 講談社文庫 2019年5月）
- 奏者番陰記録 遠謀 （文春文庫 2017年9月）
- 翻弄 盛親と秀忠 （中央公論新社 2017年9月 / 中公文庫 2020年11月）
- 妾屋の四季（幻冬舎文庫 2018年3月）
- 本懐 （光文社文庫 2018年5月）
- 維新始末 （中公文庫 2018年7月）
- 本意に非ず （文藝春秋 2019年11月）
- 夢幻 （中央公論新社 2020年12月）

## 出演

### 舞台
- なにげに文士劇2024 旗揚げ公演『放課後』（2024年11月16日、サンケイホールブリーゼ） - 北条雅 役[6]